# 双玉詰将棋
双玉詰将棋（そうぎょくつめしょうぎ）は受方の玉将だけでなく攻方の玉将も配置されている詰将棋である。
攻方の玉将が存在するため、逆王手など自分の玉将が取られる可能性にも注意しないといけない。
指し将棋の局面の場合は、常に先手玉と後手玉が盤面に1つずつ存在するため、双玉以外の通常の詰将棋の局面は、局面全体として見れば指し将棋では理論上でも起こり得ない局面なのに対し、双玉詰将棋の局面は、あくまで理論上の話ではあるが、指し将棋でも起こり得る局面である。

## 歴史
2つの玉がある詰将棋は戦前の大道詰将棋にもあったとされているが、双玉詰将棋のジャンルとしての確立は戦後である。
最初に双玉詰将棋を考案したのは加藤玄夫である。加藤は元奨励会員であり、そのときの対局で逆王手をされて負けた経験から考えたとされる。
加藤は戦後創刊間もない詰将棋パラダイス誌に双玉詰将棋を投稿したが、同時期に古関三雄も双玉詰将棋（古関は「複式詰将棋」と呼んでいた）を投稿していた。同誌ではレポート付であった古関の作品のみが掲載された。しかし、この形式に興味を示す人は少なかった。
加藤は双玉問題を大道詰将棋として出題した。通常の詰将棋と比べて「玉が取られる」という明白で盛り上がる失敗が存在するため、多くの大道詰将棋屋が出題しその中で多数の問題が作られた。
大道詰将棋は見られなくなったが、双玉詰将棋はジャンルの一つとして確立されており、専門誌などでも通常の作品と同等に評価され掲載される。
現代の代表的な双玉詰将棋の作者として神吉宏充があげられる。神吉は、双玉詰将棋の新聞への出題や作品集の発行も行った。

## 玉が2つある意味
詰将棋の問題に登場する駒には、何らかの意味を持たせるのが一般的である。双玉詰将棋における攻方の玉の意味としては、以下のようなものがある。

### 逆王手
| 9 | 8 | 7 | 6 | 5 | 4  | 3  | 2  | 1  |    |
|   |   |   |   |   |    |    | 香 |    | 一 |
|   |   |   |   |   |    |    | 王 |    | 二 |
|   |   |   |   |   | 飛 |    |    | 歩 | 三 |
|   |   |   |   |   |    | 銀 | 玉 |    | 四 |
|   |   |   |   |   |    |    | 香 |    | 五 |
|   |   |   |   |   |    |    |    |    | 六 |
|   |   |   |   |   |    |    |    |    | 七 |
|   |   |   |   |   |    |    |    |    | 八 |
|   |   |   |   |   |    |    |    |    | 九 |

受方が攻方の玉に王手をかけることにより、攻方の手を限定したり王手を続けることができないようにすることができる。
逆王手は加藤玄夫の創作の経緯や古関三雄のレポート中にも登場するため、双玉詰将棋の最初期から存在する意味付けといえる。
古関のレポートにおいて、逆王手は3通りに分類されている。
1. 駒を打って王手
2. 開き王手
3. 駒を動かして王手

図において飛車を動かして王手をすると、
1. ▲4二飛成は△3二桂
2. ▲3三飛成は△1一玉
3. ▲2三飛成は△同銀

といずれも逆王手になる。
あるいは逆王手を次のように細かく分類することもできる。
1. 合駒を打って直接王手をかける
2. 移動合いによって直接王手をかける
3. 移動合いによって開き王手をかける
4. 王手をかけている相手の駒を、玉将以外の盤上の駒で取ることによって、直接王手をかける
5. 王手をかけている相手の駒を、玉将以外の盤上の駒で取ることによって、開き王手をかける
6. 王手をかけている相手の駒を、玉将自身で取ることによって、開き王手をかける
7. 玉将を逃げることによって、開き王手をかける

このうち、2.と3.、あるいは4.と5.は、複合して両王手となる場合も考えられる。

### 特定の配置の成立
1960年に田中鵬看は、双玉の煙詰「宇宙」を発表する。煙詰には「最初にすべての駒を配置する」という条件があるが、この「すべての駒」に攻方の玉も入れるという考えから生み出された。逆王手に関係のない新しい玉の存在の意味付けといえる。
攻方実戦初形と呼ばれる作品では、7-9段目に通常の将棋の開始時の駒を並べるため、必然的に▲5九玉が配置される。

### その他
他の意味付けとしては以下のようなものが実際に作られたことがある。
打ち歩詰め
受方が歩を合駒すると攻方の玉が打ち歩詰になるため、他の受け手を選択しなければならなくなる。作例は少ない。
これを上手く利用してルール上の物議をかもした作品に「最後の審判」がある。
利き
強力な竜・馬を除けば、横にも斜め後ろにも動ける駒は玉のみである。この死角の少なさが利用されることがある。
動きの制限
玉は自ら王手がかかる位置に移動できない。これを利用して玉を邪魔な位置に誘導する。

## 片方に玉が2枚ある問題
片方が玉を複数持つことは現在の将棋のルールではありえない。よって通常の詰将棋では片方が玉を複数持つことはない。

### フェアリー詰将棋
フェアリー詰将棋では、受け方の玉を複数にしたものが存在する。解答の条件（「最低1つの玉を詰める」「玉を全部取る」など）は出題時に併記される。

### 太子・醉象
| 9  | 8  | 7  | 6  | 5  | 4  | 3  | 2  | 1  |    |
| と |    |    |    |    |    |    |    |    | 一 |
|    |    | 金 | 金 |    |    |    |    |    | 二 |
|    |    |    | 香 | 角 |    | 銀 |    |    | 三 |
| 歩 |    |    | 銀 | 金 | 馬 |    | 歩 | 歩 | 四 |
|    |    |    |    |    |    | 桂 | 王 |    | 五 |
| 象 |    |    |    |    |    |    | 歩 | 歩 | 六 |
|    |    |    | 香 |    |    | 歩 |    |    | 七 |
|    | 龍 |    |    |    |    |    |    |    | 八 |
|    |    | 飛 | と |    | と |    | 桂 |    | 九 |

中将棋などに存在する太子は、玉と同じ働きを持つ駒である。このため、盤上に太子または成ることができる醉象がいる場合、玉が複数いるのと同等である。この場合、ルール上全ての玉と太子を詰めないといけない。
太子や醉象は現在の将棋で使われていないため現在の通常の詰将棋で使われることはないが、上述のフェアリー詰将棋や詰中将棋などでは配置される可能性がある。
実際に醉象が使われた作品として、小原大介の「古風作物（1707年 右図）」がある。この問題では、玉が詰んだ直後に醉象が成るため攻め方は玉を取った後太子も詰まさなくてはならない。この作品は途中で玉を取るが、取った玉を持ち駒として使用することはない。
詰中将棋で攻め方に玉と太子がいる場合、太子が残っていれば玉が取られてもかまわない。よって、「玉で王手」も可能である。